# Правопорушення

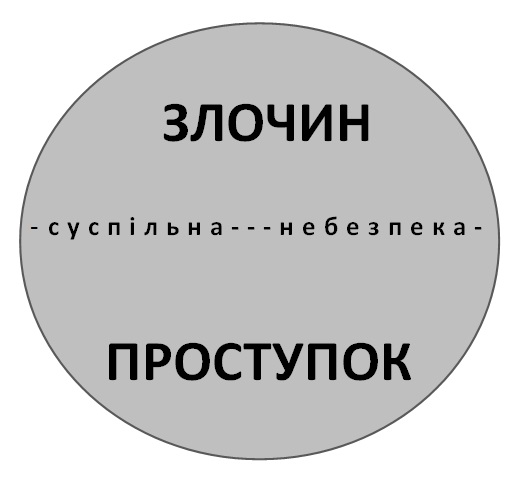
Правопорушення (delictum)

Правопору́шення — це неправомірне (протиправне) суспільно-шкідливе винне діяння (дія чи бездіяльність) деліктоздатної особи, за вчинення якого особа може бути притягнута до юридичної відповідальності. Правопорушення (delictum) за ступенем суспільної небезпеки поділяються на злочини і проступки. 

## Ознаки правопорушення
До основних ознак правопорушення слід віднести такі:
- суспільно шкідлива (наприклад, прогул) або суспільно небезпечна (зазіхання на життя людини) поведінка. Суспільна шкідливість (вина) і суспільна небезпека (злочин) — об'єктивна основна ознака, що відрізняє правомірну поведінку від неправомірної. Юридичний аспект шкідливості виражається в порушенні суб'єктивних прав і юридичних обов'язків або в протидії їх виконанню. Матеріальний аспект шкідливості полягає в заподіянні учаснику правовідносин матеріального або морального збитку;
- протиправна, неправомірна поведінка — суперечить нормам права, здійснюється всупереч праву, є свавіллям суб'єкта; являє собою порушення заборон, зазначених у законах і підзаконних актах, невиконання обов'язків, що виходять із нормативно-правового акта, акта застосування норм права або договору, укладеного на основі закону;
- свідомо вольова поведінка — визначається психікою людини, яка в момент вчинення правопорушення перебуває під контролем волі і свідомості, здійснюється усвідомлено і добровільно. Відсутність вільного волевиявлення з юридичною умовою, за якою діяння не визнається правопорушенням, навіть якщо воно і мало шкідливі наслідки. Правопорушенням визнається лише неправомірне діяння деліктоздатної особи (малолітні і душевнохворі деліктоздатними не вважаються);
- дія (крадіжка, розбій, наклеп, образа) або бездіяльність (недбалість, прогул, залишення особи в безпомічному стані). Думки, наміри, переконання, що зовні не виявилися, не визнаються чинним законодавством об'єктом переслідування доти, поки вони не переросли у протиправні вчинки. Практика переслідування за інакомислення (опозиції) є виявом репресивної суті тоталітарного режиму в державі;
- винне діяння — дія, що виражає негативне внутрішнє ставлення правопорушника до інтересів людей, завдає своєю дією (або бездіяльністю) збитків суспільству і державі, містить доведену вину. Вина — це психічне ставлення особи до свого діяння (бездіяльності) і його наслідків, виражене у формі умислу і необережності.

Відсутність зазначених ознак не дозволяє розглядати діяння як правопорушення. Так, заподіяння шкоди при відсутності вини не розглядається як правопорушення. Порівняємо винне діяння і невинне заподіяння шкоди (невинне діяння):
Винне діяння (дія або бездіяльність) — правопорушення — є активним (чи пасивним), усвідомленим, вольовим, винним (у формі наміру і необережності) заподіянням шкоди, що спричиняє юридичну відповідальність.
Невинне заподіяння шкоди характеризується відсутністю вини у формах наміру і необережності і не передбачає настання юридичної відповідальності:
- «казусне» (випадкове) здійснення суспільне шкідливого діяння відбувається у разі, коли особа не могла усвідомлювати суспільної шкідливості своєї поведінки, не передбачала настання можливих шкідливих наслідків, не повинна була (не могла) їх передбачати. Наприклад, виходячи з тролейбуса, людина спіткнулася і, падаючи, збила з ніг іншу людину, що йшла попереду, яка у результаті падіння одержала тяжкі тілесні ушкодження;
- діяння під впливом непереборної сили («форс-мажор») — діяння особи, яка хоч і передбачала можливість настання суспільно небезпечних наслідків своїх дій (бездіяльності), але перебувала в такому психофізіологічному стані і екстремальних умовах, що не могла запобігти цим наслідкам. Це діяння, учинене з волі особи, є об'єктивно протиправним і водночас викликане надзвичайною і нездоланною за даних умов подією (наприклад, заподіяння шкоди майну пожежником при гасінні пожежі, заподіяне під час виконання професійно-службових обов'язків).

Не кваліфікуються як правопорушення протиправні діяння осіб, що не досягли установленого законом віку відповідної юридичної відповідальності або що визнані судом неосудними, оскільки вони не здатні усвідомити свою вину.

## Склад правопорушення
Склад правопорушення — це сукупність передбачених законом об'єктивних і суб'єктивних ознак протиправного соціально шкідливого діяння, за вчинення якого винна особа несе юридичну відповідальність.
Склад правопорушення містить чотири необхідні елементи: об'єкт, об'єктивну сторону, суб'єкта і суб'єктивну сторону правопорушення.
Об'єкт правопорушення — це ті суспільні відносини та цінності, що охороняються правом, на які спрямовано посягання суб'єктів правопорушення (наприклад, власність, духовні цінності, здоров'я людини та ін).
Об'єкт правопорушення може розглядатися з різних позицій як:
- загальний;
- родовий;
- видовий;
- безпосередній.

Об'єктивна сторона правопорушення — сукупність зовнішніх ознак, що характеризують дане правопорушення: протиправне діяння (дія чи бездіяльність) суб'єкта права; його шкідливі наслідки (спричинений шкідливий результат або погроза його настання); причинно-наслідковий зв'язок між діянням і шкідливим результатом.
Крім зазначених основних елементів об'єктивної сторони, існують факультативні: спосіб вчинення правопорушення, місце і час, оточення тощо.
Суб'єкт правопорушення — фізична особа або юридична особа, що вчинила правопорушення і є деліктоздатною, тобто має здатність нести юридичну відповідальність.
Деліктоздатність фізичної особи визначається законом з урахуванням віку і психічних можливостей контролювати свою поведінку волею і розумом (свідомістю). Деліктоздатність юридичної особи настає з моменту її офіційної реєстрації.
Суб'єктами кримінального, дисциплінарного, матеріальною правопорушення виступають лише фізичні особи, цивільного — фізичні і юридичні особи, адміністративного — переважно фізичні особи, а в окремих випадках, встановлених законодавством, і юридичні особи (порушення правил пожежної безпеки, невиконання вимог щодо охорони праці, порушення законодавства про захист прав споживачів та ін.).
Юридична особа не може бути суб'єктом злочину. Ним звичайно є посадова особа підприємства, організації, установи або особа, що виконує функції керівника організації, капітана морських, річкових і повітряних суден та ін. Така особа в юридичній літературі іменується спеціальним суб'єктом правопорушення. Вона може виступати суб'єктом матеріального і адміністративного правопорушення.
Правопорушення, суб'єктом якого є юридична особа, являє собою ніщо інше як винну дію конкретних фізичних осіб, що призвела до заподіяння певної шкоди. Хоч суб'єктом відповідальності в таких випадках виступає юридична особа, це не виключає можливості відшкодування збитків, заподіяних організації внаслідок притягнення її до юридичної відповідальності, самою винною фізичною особою.
Суб'єктивна сторона правопорушення — сукупність ознак, що характеризують психічне ставлення особи до вчиненого нею протиправного діяння і його негативних наслідків, а саме — вина, мотив, мета правопорушення. Обов'язковою ознакою тут є вина, що виражається у формах умислу (прямого і непрямого) чи необережність|необережності (злочинної самовпевненості і злочинної недбалості).
Факультативною складовою суб'єктивної сторони правопорушення є мотив і мета.
Мотив — це внутрішні процеси, що відображаються у свідомості особи і спонукають її скоїти правопорушення.
Мета — це уявлення особи, що скоює правопорушення, про бажаний результат, до якого вона прагне.

## Види правопорушень
Для наукових і практичних цілей створено різноманітні класифікації правопорушень.
Види правопорушень — класифікаційні групи правопорушень за різними підставами розмежовуються між собою за ступенем суспільної шкідливості (небезпечності), за об'єктами посягань, за суб'єктами, за розповсюдженням, за ознаками об'єктивної і суб'єктивної сторони, а також за процедурами їх розгляду.
Вертикальний поділ правопорушень визначає ступень суспільної небезпеки. За ступенем суспільної небезпеки — на злочини і проступок
Горизонтальний поділ правопорушень визначають певні риси (особливості) правопорушень. Правопорушення класифікуються за:
- належністю норм права, які порушуються, до відповідних галузей права: кримінальні, цивільні, адміністративні, правопорушення у сфері трудового законодавства і інші);
- колом осіб — особові і колективні;
- характером правових приписів — нормативно-правові і дисциплінарні;
- в залежності від характеру цивільно-правового порушення — договірні і позадоговірні правопорушення;
- правопорушення у сфері суспільного життя (в сфері соціально-економічних відносин, в суспільно-політичній сфері, в сфері побуту і дозвілля).

В залежності від характеру цивільно-правового порушення розрізняють: договірні правопорушення і позадоговірні правопорушення.
Перші зв'язані з порушенням зобов'язань сторін цивільно-правового договору, другі — з невиконанням чи з недотриманням умов цивільно-правових норм.
Найпоширенішою класифікацією правопорушень є їх поділ за ступенем суспільної небезпеки, коли правопорушення поділяються на злочини і проступки.
Головними критеріями їх поділу є:
- по-перше, характер і ступінь суспільної шкідливості, яка, в свою чергу, визначається цінністю об'єкта протиправного посягання, змістом протиправного діяння, обстановкою, часом, способами (насильницькими чи ненасильницькими), розміром і характером завданої шкоди, формою і ступенем вини правопорушника, інтенсивністю протиправних дій, їх мотивацією, особистими характеристиками правопорушника тощо;
- по-друге, суб'єктивний фактор, який в значній мірі здійснює вплив на визнання того чи іншого діяння як протиправного.

### Злочини
Злочинами визначаються правопорушення, з якими пов'язана найбільша небезпека для суспільства і особи, вони посягають на суспільний лад, власність, економічні, політичні, культурні і особисті права людини. Юридичним виразом особливої суспільної небезпеки злочинів є їх заборона кримінальним законом і застосування за їх скоєння кримінального покарання. У кримінальному законодавстві наведено вичерпний перелік злочинів.
Правова система повинна володіти такими механізмами, при яких визнання того чи іншого діяння злочинним не знаходилось би виключно в залежності від законодавця. У зв'язку з цим поділом постає проблема розмежування кримінальних злочинів і адміністративних проступків, оскільки провести межу між ними досить не просто.
Традиційно злочином визначається суспільно небезпечне винне діяння, що посягає на охоронювані кримінальним законом цінності і є забороненим підзагрозою покарання.
Офіційне поняття злочину дається у ст. 11 ККУ, згідно з якою «Злочином є передбачене ККУ суспільно небезпечне винне діяння (дія або бездіяльність), вчинене суб'єктом злочину. Не є злочином дія або бездіяльність, яка хоча формально і містить ознаки будь-якого діяння, передбаченого ККУ, але через малозначність не становить суспільної небезпеки, тобто не заподіяла і не могла заподіяти істотної шкоди фізичній чи юридичній особі, суспільству або державі.»
Для того, щоб правопорушення вважалося злочином, воно повинно містити в собі такі ознаки:
- кримінальна протиправність;
- суспільна небезпечність;
- винність;
- караність.

Суспільна небезпека — оцінна категорія, що характеризується певними діями чи бездіяльністю, завдає шкоди чи створює загрозу спричинення такої шкоди об'єктам, що охороняються кримінальним законом.
Ступінь суспільної небезпеки визначається всією сукупністю ознак злочину:
- цінністю того блага, на яке посягає злочин;
- шкідливістю наслідків, що настають через учинення злочину;
- способами діяння;
- мотивами діяння, формою та ступенем вини.

Друга ознака злочину — кримінальна протиправність — указує, що лише діяння, прямо передбачене кримінальним законом як злочин, може вважатися злочином.
Третя ознака — винність — указує, що діяння вважається злочинним, якщо воно здійснене умисно чи з необережності. Там, де нема вини, нема злочину. Діяння може бути суспільно небезпечним, але якщо нема вини — це не злочин.
Караність, як ознака злочину, вказує, що за будь-які злочини в законі існують певний вид і термін покарання.
Є різні позиції щодо відмежування злочинів від інших правопорушень. Одна з них базується на визначенні ступеня суспільної небезпеки. Злочином вважають найбільш суспільно небезпечні правопорушення. Якщо у правопорушенні наявні всі вище перелічені ознаки, кажуть, що в ньому є склад злочину, а отже, воно є злочином. Якщо ж у діянні відсутня якась із перелічених ознак, то воно не вважається злочином.
Кримінальним законодавством передбачено кілька видів злочинів:
- Особливо тяжкі злочини (умисне вбивство, бандитизм, державна зрада та ін.);
- Тяжкі злочини (умисне тяжке тілесне пошкодження, контрабанда, розголошення державної таємниці та ін.);
- Менш тяжкі злочини (втягнення неповнолітніх у злочинну діяльність, зловживання владою або посадовим становищем тощо);
- Злочини, що не становлять великої суспільної небезпеки (глум над державною символікою, незаконне полювання тощо).

### Проступки
Правопорушення, що не настільки небезпечні, як злочини, і відповідальність за які не передбачено кримінальним законодавством, належать до проступків. Якщо діяння охоплює всі ознаки, визначені в кримінальному законі, але позбавлене суспільно небезпечного характеру, воно не є злочином, а може бути або протиправним проступком співвідносного виду (цивільного, адміністративного, дисциплінарного) або правомірним діянням.
Види проступків за характером своєї суспільної значимості один від одного не відрізняються: всі вони суспільно шкідливі, але не небезпечні для суспільства. Однак проступки різних видів посягають на різні, більш чи менш самостійні сторони правопорядку.
Якщо одне не суспільно шкідливе діяння одночасно торкається різних сторін правопорядку, воно є проступком декількох видів (цивільним і адміністративним, адміністративним і дисциплінарним і т. д.). Наприклад, якщо власник автомобіля порушує правила дорожнього руху (не здійснюючи при цьому злочину) і спричинює майнову шкоду перехожому, діяння одночасно є і адміністративним, і цивільним проступком. В цих випадках особа може нести одночасно відповідальність різних видів: цивільно-правову і адміністративну, адміністративну і дисциплінарну, крім випадків, коли закон прямо це забороняє.
Злочин і аналогічний проступок в одному діянні не можуть поєднуватися.
Проступки — менш небезпечні для суспільства діяння. Вони посягають на цінності, що охороняються всіма іншими (крім кримінально-правових) нормами права — цивільного, адміністративного, трудового, екологічного, фінансового тощо. Тому серед проступків розрізняють адміністративні, дисциплінарні, цивільно-правові, конституційні, матеріальні та ін.
Проступки-делікти (лат. delictum — проступок) — правопорушення, які завдають шкоду особі, суспільству, державі, і є основою для притягнення правопорушника до передбаченої законом відповідальності.

#### Адміністративні правопорушення
Адміністративними правопорушеннями (проступками) визнається протиправна, винна (умисна або необережна) дія чи бездіяльність, яка посягає на державний або громадський порядок, публічну або приватну власність, права і свободи громадян, на встановлений порядок управління і за яку законодавством передбачено адміністративну відповідальність.
Адміністративне правопорушення має притаманні тільки йому юридичні ознаки.
До них необхідно віднести:
- протиправність;
- винність;
- відповідальність (адміністративне стягнення).

Визначальною з названих ознак є поняття діяння, забороненого адміністративним законодавством.
- по-перше, це вольовий акт поведінки певної особи;
- по-друге, воно має два аспекти поведінки: дію чи бездію.

Дія — активне невиконання законних вимог, а також порушення встановленої нормами права заборони (наприклад, порушення правил полювання).
Бездіяльність — пасивне невиконання передбачених законодавчими й нормативними актами обов'язків.
Важливою ознакою адміністративного правопорушення є наявність суспільної небезпеки.
За своєю природою таке діяння є антигромадським і завдає шкоди інтересам громадян, суспільства, держави.
Адміністративне правопорушення завжди є протиправним, тобто ця дія чи бездіяльність чітко заборонена відповідною нормою адміністративного законодавства, оскільки може завдати шкоди інтересам особи, матеріальним речам, а також загрожує небезпекою.
Правові норми, за порушення яких настає адміністративна відповідальність, урегульовані не тільки нормами адміністративного права, а й іншими галузями права, а саме: цивільного, трудового, земельного тощо (порушення правил охорони праці — трудове право; агрохімічних норм — земельне право).
Наступною ознакою є вина, тобто психічне ставлення особи до її поведінки та наслідків.
Вина виступає у двох формах: у вигляді умисної та необережної.
Адміністративне правопорушення багато в чому нагадує злочин — так само воно може бути спрямоване проти громадського порядку, власності, прав і свобод громадян тощо.
Головною ознакою, за якою адміністративні правопорушення відрізняються від кримінальних злочинів, є менший ступінь суспільної небезпеки.
Адміністративне правопорушення переростає у злочин: якщо адміністративний проступок набув ознак складу злочину; якщо адміністративне правопорушення вчинене вдруге.
Із співвідношення відповідних статей кримінального законодавства і законодавства про адміністративні правопорушення видно, що і злочини і адміністративні правопорушення посягають на однакові за своїм характером об'єкти, саме це складає суспільну небезпеку.
Завдання адміністративного і кримінального законодавств складається в охороні від посягань одних і тих же об'єктів.

#### Дисциплінарні проступки
Дисциплінарні проступки — це суспільно шкідливі вчинки, які заподіюють шкоду внутрішньому порядку діяльності підприємств, установ, організацій і тягнуть за собою дисциплінарну відповідальність.
У Кодексі законів про працю визначено два види стягнень, що можуть бути накладені на працівників — догана і звільнення.
Робота деяких категорій працівників пов'язана з підвищеним ризиком і небезпекою, що зумовлює потребу в додержанні чіткої дисципліни і порядку (залізничники, авіатори, митники та інш.)

#### Цивільно-правові проступки
Цивільно-правовий проступок — це суспільно шкідлива протиправна дія або бездіяльність особи, яка порушує суб'єктивні цивільні права та відповідно норми актів цивільного законодавства або умови договору, з якою акт законодавства чи договір пов'язують виникнення цивільно-правової відповідальності.
На відміну від злочинів, цивільні проступки не мають вичерпного переліку у законодавстві, а їх юридичні наслідки тягнуть за собою правовідновлюючі заходи (невиконання обов'язків за цивільно-правовим договором). Цивільно-правова відповідальність має значною мірою компенсаційний характер.
Головна мета цивільно-правової відповідальності, на відміну від кримінальної і адміністративної — не покарання чи перевиховання, а відшкодування завданих збитків, оскільки цивільне порушення завдає шкоди насамперед конкретній фізичній чи юридичній особі.

#### Конституційні проступки
Конституційні проступки — завдають шкоди державному ладу; його об'єктом є закріплені Основним Законом порядок організації та діяльності органів державної влади і глави держави, порядок утворення інших органів держави, форма правління та устрій держави, отже, об'єктом такого проступку можуть ставати форма або апарат держави; ним можуть бути також конституційні права людини.

#### Податкові проступки
Новим видом правопорушення є податкові проступки — суспільно небезпечні протиправні діяння, які порушують права і законні інтереси суб'єктів податкових правовідносин.
За їх здійснення встановлена юридична відповідальність.

#### Матеріальні проступки
Матеріальні проступки — суспільно небезпечні протиправні вчинки, які складаються в винному нанесенні збитків майну підприємства його робітником. Матеріальну відповідальність покладено за шкоду, заподіяну підприємству чи організації внаслідок порушення трудових обов'язків.

#### Трудові правопорушення
Трудові правопорушення (порушення трудового законодавства) — це винні протиправні діяння суб'єкта трудового права, які складаються з невиконання, порушення трудових обов'язків і заборонене санкціями, які містяться в нормах законодавства про працю.

#### Процесуальні правопорушення
Процесуальне правопорушення зв'язані з порушенням громадянами чи державними органами інтересів правосуддя чи процесуальних прав сторони, з якою правопорушник перебуває в правовідносинах. Не є процесуальними правопорушеннями незначні витрати процедурного характеру, які допускаються громадянами.